# Snärjor
Snärjor (Cuscuta) är ett släkte av parasitiska vindeväxter. Snärjor ingår i familjen vindeväxter.

## Bildgalleri

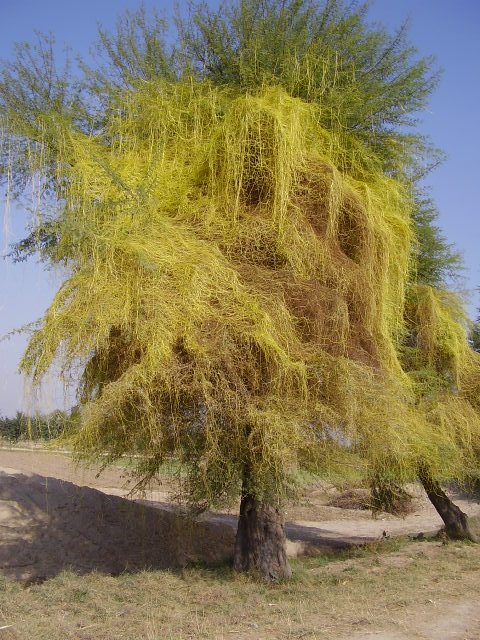
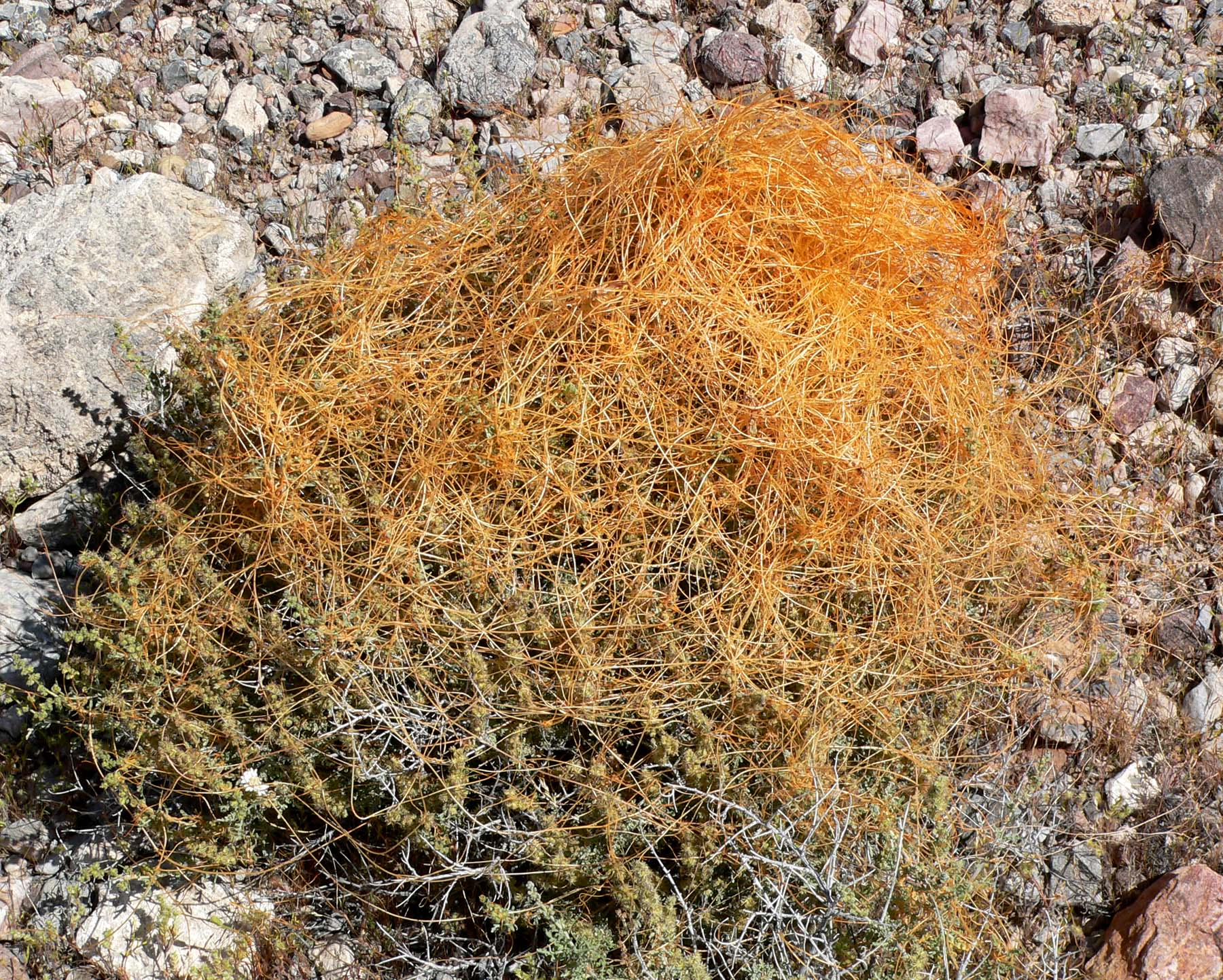
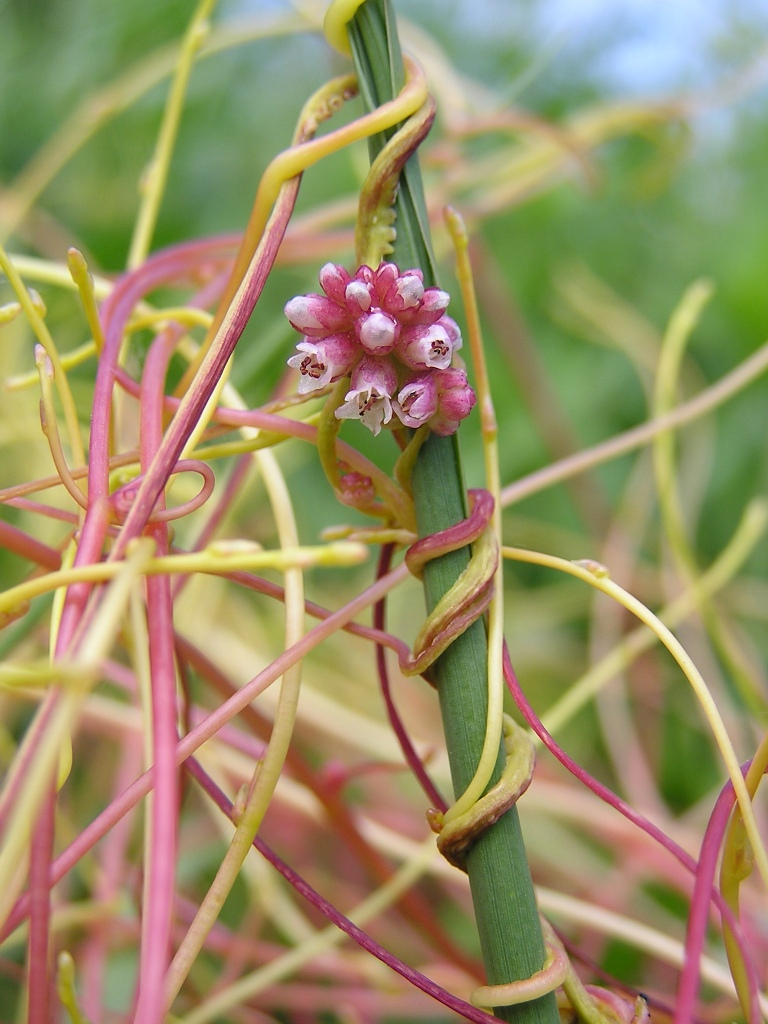
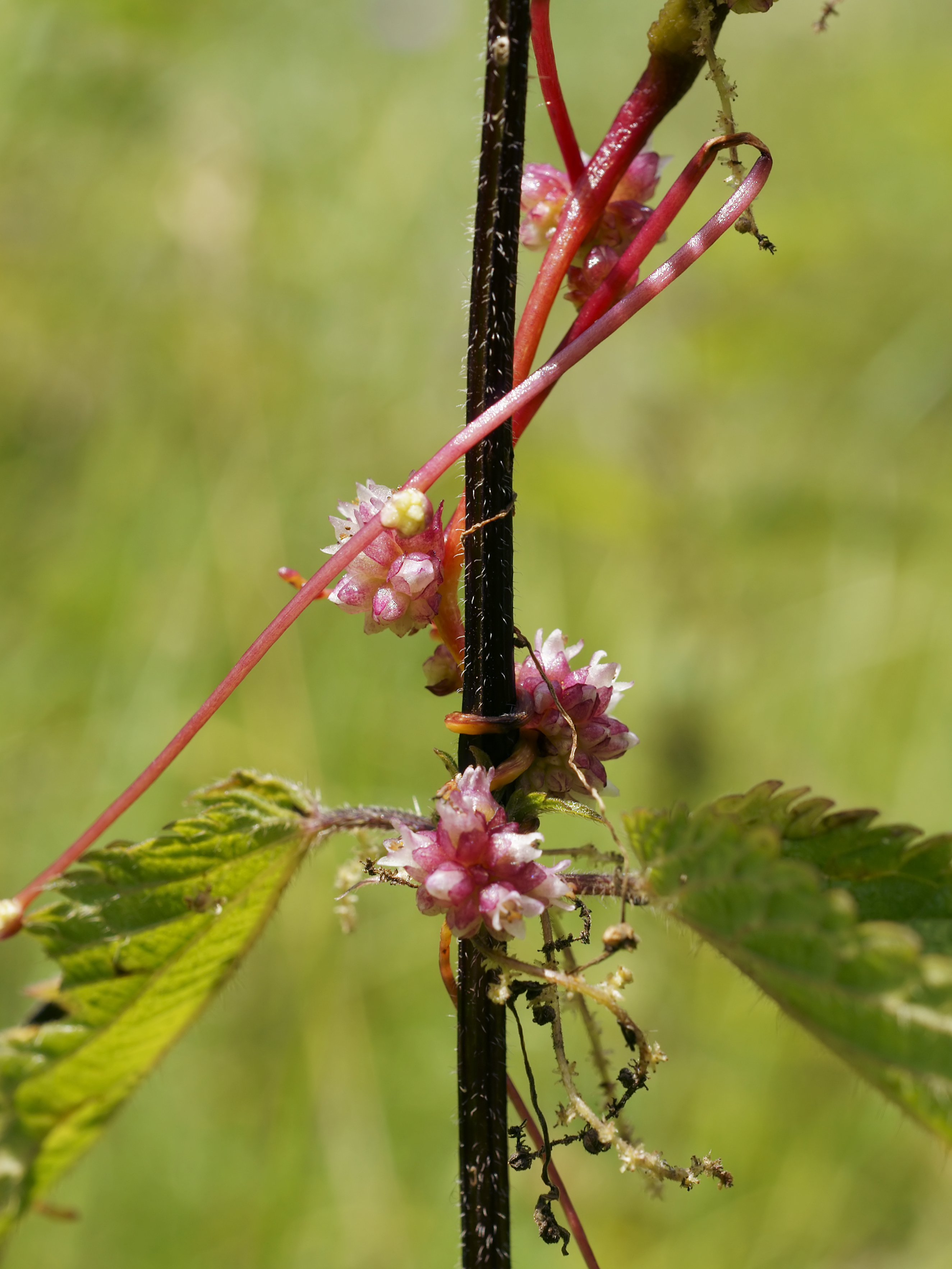
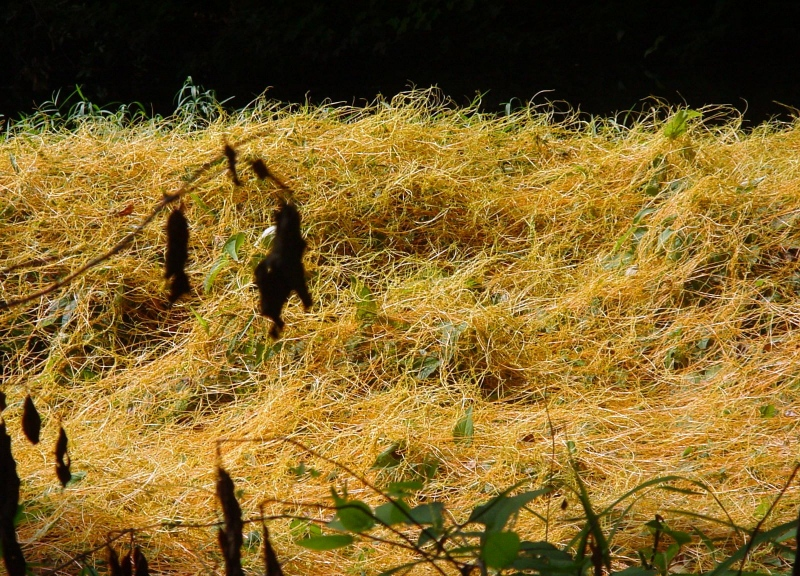
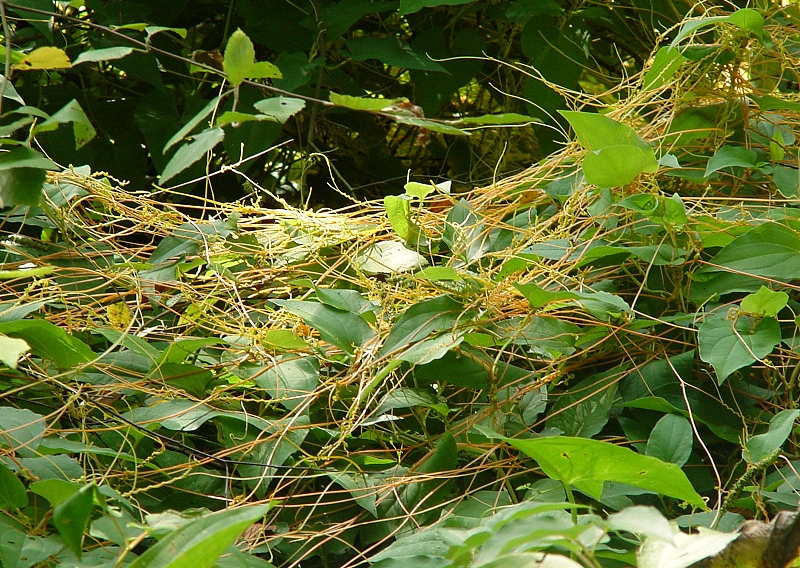

## Dottertaxa till Snärjor, i alfabetisk ordning[1]
- Cuscuta acuta
- Cuscuta acutiloba
- Cuscuta africana
- Cuscuta alataloba
- Cuscuta americana
- Cuscuta andina
- Cuscuta angulata
- Cuscuta appendiculata
- Cuscuta applanata
- Cuscuta approximata
- Cuscuta argentinana
- Cuscuta aristeguietae
- Cuscuta atrans
- Cuscuta azteca
- Cuscuta babylonica
- Cuscuta bella
- Cuscuta bifurcata
- Cuscuta blepharolepis
- Cuscuta boldinghii
- Cuscuta boliviana
- Cuscuta bonafortunae
- Cuscuta brachycalyx
- Cuscuta bracteata
- Cuscuta brevistyla
- Cuscuta bucharica
- Cuscuta burrellii
- Cuscuta californica
- Cuscuta callinema
- Cuscuta capitata
- Cuscuta carnosa
- Cuscuta cassytoides
- Cuscuta castroviejoi
- Cuscuta ceanothii
- Cuscuta cephalanthi
- Cuscuta chapalana
- Cuscuta chilensis
- Cuscuta chinensis
- Cuscuta chittagongensis
- Cuscuta choisiana
- Cuscuta cockerellii
- Cuscuta colombiana
- Cuscuta compacta
- Cuscuta convallariiflora
- Cuscuta corniculata
- Cuscuta coryli
- Cuscuta corymbosa
- Cuscuta cotijana
- Cuscuta cozumeliensis
- Cuscuta cristata
- Cuscuta curta
- Cuscuta cuspidata
- Cuscuta decipiens
- Cuscuta deltoidea
- Cuscuta dentatasquamata
- Cuscuta denticulata
- Cuscuta desmouliniana
- Cuscuta draconella
- Cuscuta durangana
- Cuscuta elpassiana
- Cuscuta epilinum
- Cuscuta epithymum
- Cuscuta erosa
- Cuscuta europaea
- Cuscuta exaltata
- Cuscuta fasciculata
- Cuscuta ferganensis
- Cuscuta flossdorfii
- Cuscuta foetida
- Cuscuta friesii
- Cuscuta genesaretana
- Cuscuta gerrardii
- Cuscuta gigantea
- Cuscuta globiflora
- Cuscuta globosa
- Cuscuta globulosa
- Cuscuta glomerata
- Cuscuta goyaziana
- Cuscuta gracillima
- Cuscuta grandiflora
- Cuscuta gronovii
- Cuscuta gymnocarpa
- Cuscuta harperi
- Cuscuta haughtii
- Cuscuta haussknechtii
- Cuscuta hitchcockii
- Cuscuta howelliana
- Cuscuta hyalina
- Cuscuta incurvata
- Cuscuta indecora
- Cuscuta insquamata
- Cuscuta jalapensis
- Cuscuta japonica
- Cuscuta karatavica
- Cuscuta kilimanjari
- Cuscuta kotschyana
- Cuscuta kurdica
- Cuscuta lacerata
- Cuscuta legitima
- Cuscuta lehmanniana
- Cuscuta leptantha
- Cuscuta liliputana
- Cuscuta lindsayi
- Cuscuta longiloba
- Cuscuta lophosepala
- Cuscuta lucidicarpa
- Cuscuta lupuliformis
- Cuscuta macrocephala
- Cuscuta macrolepis
- Cuscuta macvaughii
- Cuscuta membranacea
- Cuscuta mesatlantica
- Cuscuta mexicana
- Cuscuta micrantha
- Cuscuta microstyla
- Cuscuta mitriformis
- Cuscuta monogyna
- Cuscuta natalensis
- Cuscuta nitida
- Cuscuta nivea
- Cuscuta nuda
- Cuscuta obtusata
- Cuscuta obtusiflora
- Cuscuta odontolepis
- Cuscuta odorata
- Cuscuta orbiculata
- Cuscuta ortegana
- Cuscuta pacifica
- Cuscuta paitana
- Cuscuta palaestina
- Cuscuta palustris
- Cuscuta pamirica
- Cuscuta parodiana
- Cuscuta partita
- Cuscuta parviflora
- Cuscuta pauciflora
- Cuscuta pedicellata
- Cuscuta pellucida
- Cuscuta pentagona
- Cuscuta peruviana
- Cuscuta planiflora
- Cuscuta plattensis
- Cuscuta platyloba
- Cuscuta polyanthemos
- Cuscuta polygonorum
- Cuscuta potosina
- Cuscuta pringlei
- Cuscuta prismatica
- Cuscuta pulchella
- Cuscuta punana
- Cuscuta purpurata
- Cuscuta purpusii
- Cuscuta pusilla
- Cuscuta rausii
- Cuscuta reflexa
- Cuscuta rojasii
- Cuscuta rostrata
- Cuscuta rotundiflora
- Cuscuta rubella
- Cuscuta runyonii
- Cuscuta ruschanica
- Cuscuta rustica
- Cuscuta saccharata
- Cuscuta salina
- Cuscuta sandwichiana
- Cuscuta scandens
- Cuscuta serrata
- Cuscuta serruloba
- Cuscuta sharmanum
- Cuscuta squamata
- Cuscuta stenocalycina
- Cuscuta stenolepis
- Cuscuta suaveolens
- Cuscuta suksdorfii
- Cuscuta syrtorum
- Cuscuta tasmanica
- Cuscuta tatei
- Cuscuta tianschanica
- Cuscuta tinctoria
- Cuscuta tinei
- Cuscuta tiricensis
- Cuscuta trichostyla
- Cuscuta triumvirati
- Cuscuta tuberculata
- Cuscuta umbellata
- Cuscuta vandevenderi
- Cuscuta warneri
- Cuscuta veatchii
- Cuscuta werdermannii
- Cuscuta victoriana
- Cuscuta violacea
- Cuscuta woodsonii
- Cuscuta xanthochortos
- Cuscuta yucatana
- Cuscuta yunckeriana